# Ептамили
Ептамили (грч. Επτάμυλοι) је насељено место у општини Сер у периферији Средишња Македонија, Грчка. Према попису из 2021. године било је 705 становника.
Село се раније звало Геди (Једи или Еди) Дермен  и било је читлучко насеље, које је крајем 19. век имало 10 кућа и 30 Рома житеља. На попису из 1913. било је напуштено, док је после Првог светског рата обновељено и насељено грчким избеглицама, којих је 1920. било 155. Од 1923. до 1924. насељено је још 55 избегличких породица. Ептамили је 1928. године имало 253 становника.